# ムキムキマン
ムキムキマン（1944年 - ）は、日本のタレント。
本名：対馬 誠二（つしま せいじ）。青森県北津軽郡鶴田町出身。芸能事務所の株式会社スパーク・スタッフに所属していた。マッスル北村、ぶるうたすと並んで日本を代表するボディビル出身の肉体派タレントとして知られる。特技は格闘技、柔道3段。

## 経歴
青森県立五所川原農林高等学校を卒業後、集団就職で上京。
ボディビルダーとしてトレーニングを積み、ミスター東京になったこともある。事実上日本初と言われるボディビル・ダンサーとして日本劇場などのステージに立っていたところを1977年にスカウトされ、テレビ朝日のバラエティ番組『出没!!おもしろMAP』に古代ローマ戦士をイメージした扮装（正確なローマ戦士の再現ではない。衣装のデザインを手がけたのは小森和子）をしたムキムキマンとして出演しブレイク。現在ファッションプロデューサーである四方義朗がマネージャーを務めていた。
1978年に放送された森永カリンチョのCMに出演、頭に羽飾りを付け、極端なまでに鍛えられたマッチョな筋肉をピクピク動かしながら踊る姿が当時大変な人気となり、CMの中で使われた「エンゼル体操」もレコード化された。ミニカーで有名な可堂玩具から、人形などの玩具が発売されていた。
ブーム時は「ムキムキマンショー」を日本各地で催したり、漫画雑誌「冒険王」（秋田書店）でギャグ漫画化されたこともある。また、ブーム後も芸能活動を続け「超人機メタルダー」（中闘士ムキムキマン役）などに出演していた。一方、スナックバーや雀荘の経営、ホストクラブ「ムキムキマンの館」など事業の失敗で、2002年に58歳で自己破産を経験し、その後『人間!これでいいのだ』などテレビ番組出演時に苦労話を披露した。
2006年には『日刊ゲンダイ』の「あの人は今こうしている」で取り上げられた。還暦を過ぎてなお自宅でトレーニングを続け、身長178cm、体重95kg、胸囲118cmという堂々たる身体を保っている事が紹介された。現在は故郷の青森で「ムキムキマン津軽農場」の農場長として農作物の生産を行っている。
2007年4月に行われた青森県議会議員選挙に、無所属（民主党推薦）で北津軽郡区（定数1）から立候補、農業政策や健康対策などを掲げたが落選。2008年2月に行われた鶴田町議会議員選挙（定数12）にも出馬したが、再び落選した。
2018年現在、故郷の津軽で農場を経営し、「黒ニンニク」などを販売している。

## ムキムキマンのエンゼル体操
テレビCMとのタイアップ（CMソング）で、1978年にビクター音楽産業から「ムキムキマンのエンゼル体操」のタイトルでシングルレコードとして発売された。オリコンシングルチャートでは最高66位を記録。テレビ番組「出没!!おもしろMAP」内の体操コーナーで本人がこの曲に合わせて体操を披露した。
長らくCD化されていなかったが、2008年にビクターエンタテインメントが発売したコンピレーション盤「ビクター・レコーディングス (6) 1978-1987」の1枚目に収録されており、現在は容易に音源を聞くことが出来る。
振り付けは当時『がきデカ』で人気があったギャグ漫画家の山上たつひこ。クレジットで「カツヤクキン」と称されている「録音時の演奏担当者たち」の一人でピアノを弾いたのは、当時大学生の佐野元春。音源制作者小坂忠のスタジオに当時頻繁に出入りしていた佐野に「録音当日たまたまそこにいたから手伝ってもらった」。「ラジオ体操みたいなピアノ」というのが小坂の注文だった。
なお、作詞を担当した景山民夫の話によると、目の前にあった医薬品の注意書きを元ネタにしたと語っており、わずかな時間で作詞したという。
- ムキムキマンのエンゼル体操（A面）[6]
  - 作詞：景山民夫
  - 作・編曲：小坂忠
  - 歌：かたせ梨乃&カツヤクキン
  - 衣装デザイン：小森和子
  - 口上：清水国明、清水クーコ
- わたしのムキムキマン（B面）
  - 作詞：かたせ梨乃
  - 作・編曲：小坂忠
  - 歌：亜沙田キム

## 主な出演番組
- 出没!!おもしろMAP（テレビ朝日系）
- 超人機メタルダー（テレビ朝日系）
- イマだ!タレント再生工場 「ノムさん」（フジテレビ系）
- 嵐の宿題くん（日本テレビ系）
- 人間!これでいいのだ（TBS系）
- YES MY ザ・ツナヒキ (テレビ新潟)